# Severoirská kuchyně

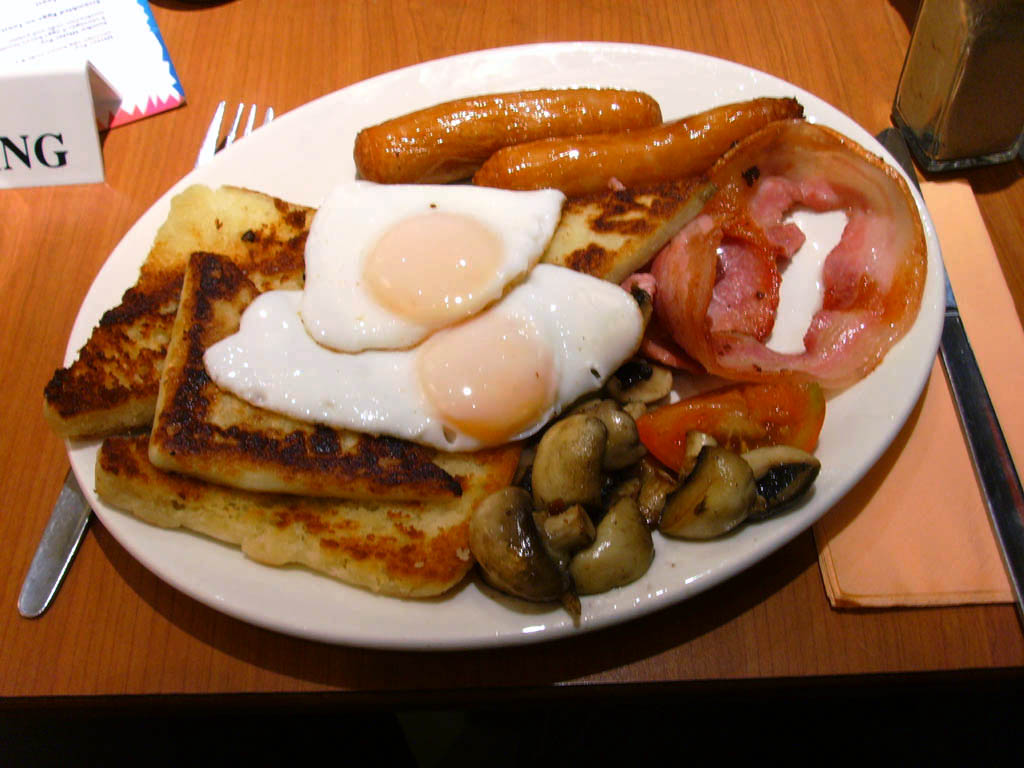
Ulster fry

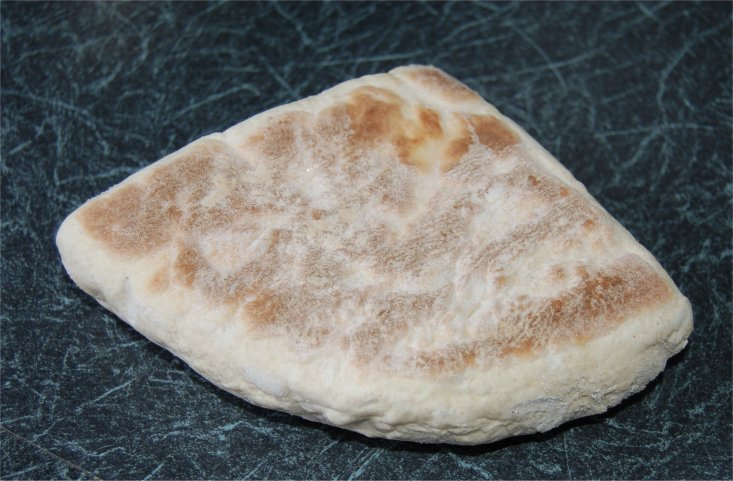
Soda bread

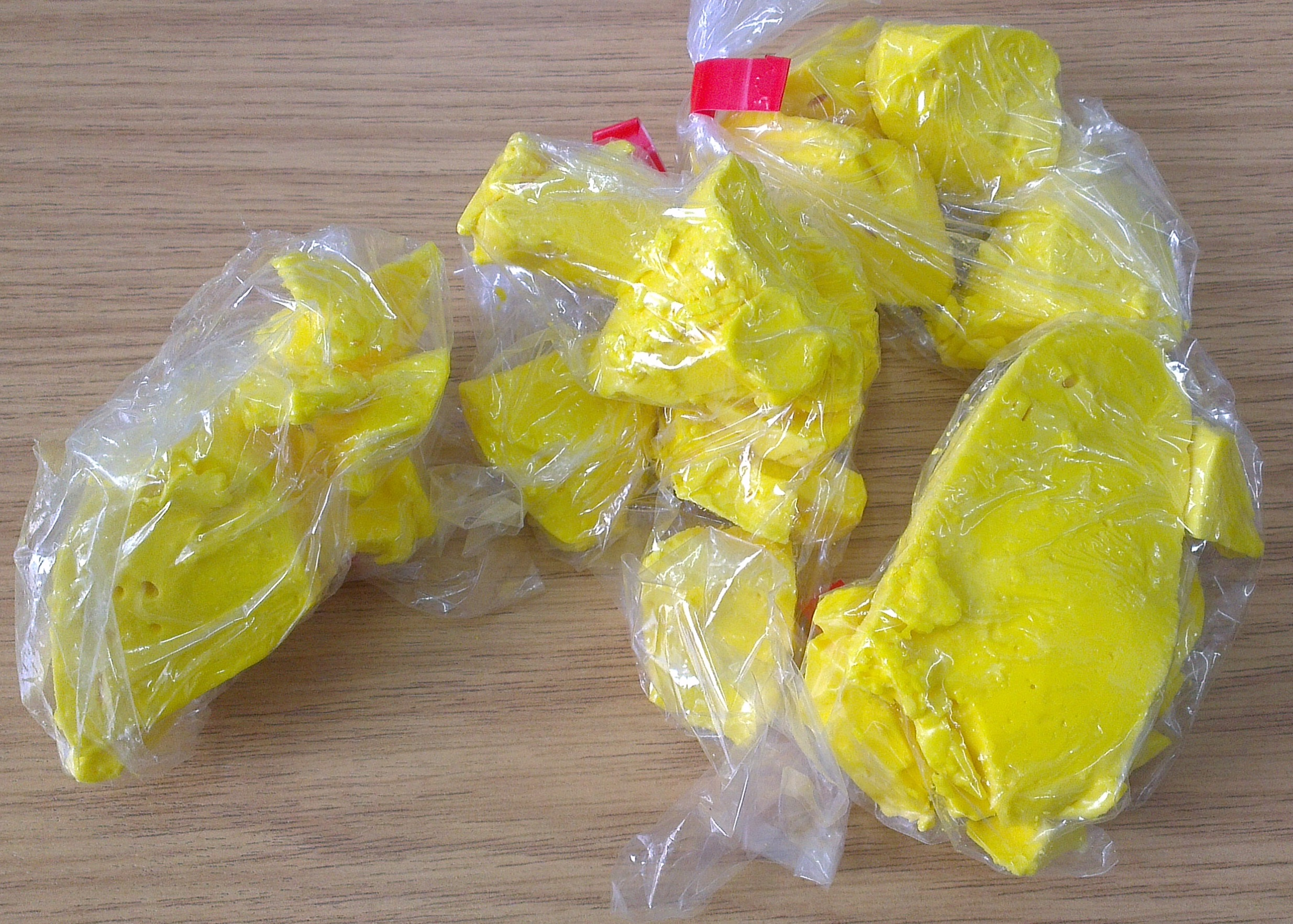
Yellowman

Severoirská kuchyně (anglicky: Northern Irish cuisine) vychází z britské a irské kuchyně, ale obsahuje i speciality typické pouze pro Severní Irsko. Používá především brambory, různé druhy chlebů, maso a ryby (převážně úhoře).

## Příklady severoirských pokrmů
Příklady severoirských pokrmů:
- Ulster fry, severoirská varianta tradiční anglické snídaně. Skládá se ze smažených plátků chleba, slaniny, párků, smažených vajec apod.
- Bramborový chléb
- Soda bread, chléb, při jehož přípravě se místo droždí používá jedlá soda
- Ardglass potted herring, sleď marinovaný v octu, obalený ve strouhance a upečený
- Boxty, bramborová palačinka
- Champ, pokrm z brambor smíchaných s mlékem a jarní cibulkou
- Zeleninová polévka
- Dulse, sušené mořské řasy
- Pastie, smažené placky z vepřového masa
- Yellowman, měkká, výrazně žlutá sladkost
- Irish stew, dušené maso a zelenina[2]

## Příklady severoirských nápojů
- Whiskey[1]
- Pivo[1]
- Čaj
- McDaid's Football Special, sladký sycený nealkoholický nápoj